# Тодор Бояджиев (офицер от Държавна сигурност)
Вижте пояснителната страница за други личности с името Тодор Бояджиев.
Тодор Костов Бояджиев е български офицер от Държавна сигурност (генерал-майор), политик и бизнесмен.

## Биография
Тодор Бояджиев е роден на 10 октомври 1939 година в Карнобат в семейството на активист на Българската комунистическа партия (БКП), лежал в затвора за дейността си. Майка му Мара Мечева е дъщеря на Лефтер Мечев, войвода на ВМОРО и комунистически активист. Чичо му Илия Бояджиев достига до ранг на кандидат-член на Централния комитет на БКП, но е убит в Държавна сигурност при следствието по процеса срещу Трайчо Костов през 1949 година, когато бащата на Тодор Бояджиев също е арестуван за кратко.
През 1952 година Бояджиев завършва прогимназия, а след това и гимназия с отличие. От 1957 година следва далекосъобщения в Машинно-електротехническия институт в София, който завършва през 1963 година. Още преди да се дипломира, на 25 февруари 1963 година, е назначен като лейтенант в Четвърто управление (техническо) на Държавна сигурност, където се специализира в областта на телефонната техника. Позицията, зад която е легендиран, е на служител на Научноизследователски институт за кино, радио и акустика.
В началото на 1966 година Тодор Бояджиев е прехвърлен в новосъздадения 07 отдел („научно-техническо разузнаване“) на Първо управление на Държавна сигурност, където е повишен в старши лейтенант. През същата година преминава преминава седеммесечен курс в школа на КГБ в Съветския съюз. В началото на 1967 година е изпратен на задгранична работа под прикритието на търговски представител в Ню Йорк. През същата година е приет за член на БКП. На 29 януари 1970 година е повишен в капитан. През 1972 година се връща в България и от 15 ноември е заместник-началник на отделение, а от 27 март 1973 година е заместник-началник на 07 отдел По това време той вербува ценен чуждестранен агент, за което на 2 септември 1974 година е предсрочно повишен в майор. През есента на 1975 година преминава нов двумесечен курс в Москва.
През септември 1977 година Бояджиев отново заминава за Съединените щати като ръководител на резидентурата на разузнаването в Ню Йорк под прикритието на съветник в мисията на България към Организацията на обединените нации. На 31 август 1979 година е повишен в подполковник. Завръща се в България през 1981 година и на 24 декември е назначен за заместник-началник на Първо главно управление и началник на 06 отдел („информационен“). На 30 септември 1983 година е повишен предсрочно в полковник.
При преобразуването на Държавна сигурност в началото на 1990 година Тодор Бояджиев прави рязък скок в кариерата си – на 7 февруари е назначен за началник на Централното информационно-организационно управление на Министерството на вътрешните работи (МВР), на 29 март става първият главен секретар на МВР, а на 23 ноември е повишен в генерал-майор.
Още през 1990 година Бояджиев става заместник-председател на възстановения Съюз на тракийските дружества в България. През март 1991 година е освободен от поста на главен секретар на МВР и излиза в неплатен отпуск, тъй като става депутат в VI велико народно събрание от листата на Българската социалистическа партия (БСП). Като член на парламентарната Комисия „Тамбуев“ прави множество опити да попречи на работата ѝ за разкриване на депутати, сътрудничили на Държавна сигурност. След края на мандата на парламента се връща на работа като секретар на МВР, но на 19 април 1992 година подава оставка в знак на протест срещу уволнението на около 100 служители на бившата Държавна сигурност и на 12 май е освободен от служба.
През следващите години Тодор Бояджиев е сред най-активните апологети на Държавна сигурност и противници на декласифицирането на нейните архиви. В средата на 90-те години е член на Съвета на директорите на предприятието „Млечна промишленост“, натрупало значителни необслужвани задължения при банковата криза от този период. През 2000 година създава и оглавява организацията Български евроатлантически разузнавателен форум. През 2001 – 2005 година отново е депутат, избран от водената от БСП Коалиция за България. По-късно вътрешният министър от БКП Румен Петков го предлага за член на сформирания от него Обществен съвет към МВР. Издава няколко мемоарни и документални книги свързани с работата на разузнаването.
Тодор Бояджиев умира на 25 ноември 2022 година в село Граматиково.

## Звания
- лейтенант от ДС – 14 февруари 1963
- старши лейтенант от ДС – 4 февруари 1966
- капитан от ДС – 29 януари 1970
- майор от ДС – 2 септември 1974 (предсрочно)
- подполковник от ДС – 31 август 1979
- полковник от ДС – 30 септември 1983 (предсрочно)
- генерал-майор от ДС – 23 ноември 1990

## Отличия и награди
- Медал „МВР“ II степен (1978; за прослужени 15 години)[11]
- Медал „100 години от Освобождението на България“ (1978)[11]
- Медал „За заслуги за сигурността и обществения ред“ (1979; по повод „35 години от социалистическата революция“)[11]
- Орден „Червено знаме“ (1981)[11]
- Доктор хонорис кауза на УниБИТ (29 януари 2019 г.)[17].

## Книги
- The Intelligence (Разузнаването), Изд. Либра Скорп, 2006
- Човекът – шпионинът – Ким Филби в спомените на генерал Тодор Бояджиев, Изд. Либра Скорп, 2011
- Разговори за разузнаването, Изд. Либра Скорп, 2013
- Тайните операции, които промениха света („Лиоте“ „Разцепващ фактор“ „Голгота“), Изд. Сиела, 2015